# Шервашидзе
Шарвашидзе (мн. Чачаа; груз. შარვაშიძე, Шарвашидзе; мегрельська форма — Шарашиа) — абхазький княжий рід, династія володарів Абхазії.

## Правління
У боротьбі з османськими військами 1580 року Путу Шарвашидзе зумів об'єднати всю Абхазію. Втім він мусив визнати зверхність Мегрелії. Його наступник Сетеман зберігав вірність Мегрелії, поки її правитель Леван II Дадіані не образив його. Втім 1626 року Сетеман зазнав поразки.
Найбільшого піднесення рід і Абхазія набули за часів Сустара і Зегнака, які здобули незалежність й розпочали активну зовнішню політику. Після смерті Зегнака князівство було поділено між його синами. Манучар I Шарвашидзе відзначився 1757 року у Хресильській битві, де було завдано поразки османським військам. Його сини продовжили спротив намірам османської імперії встановити зверхність над Абхазією.